# Mary Pike
 (mars 2020).
Pour les articles homonymes, voir Pike.
Mary Pike (1776-1832) est une héritière quaker irlandaise enlevée par sir Henry Browne Hayes en 1797.

## Enfance et famille
Mary Pike est née en 1776. Elle est la seule fille survivante de Samuel Pike et Catherine née Hutchinson. Son père est en affaires avec son frère aîné Ebenezer dans une banque familiale dans la ville de Cork créée vers 1770. Les détails de la jeunesse de Pike ne sont pas connus avec précision. Après la mort de son père en 1796, elle a hérité de 20 000 £. Elle quitte la ville pour vivre avec la famille de Cooper Penrose, un frère de sa tante Anne, à Woodhill. Il semble qu'elle se soit éloignée de sa mère, peut-être à cause de la religion. Penrose est expulsée de la Société religieuse des Amis en raison de son indulgence dans les activités de loisirs avares.

## Enlèvement
Pike est enlevée par Sir Henry Browne Hayes le 22 juillet 1797, en utilisant une fausse lettre du médecin de sa mère affirmant que sa mère est gravement malade et lui demandant sa présence. Il lui tend une embuscade et la kidnappe sur la route de Woodhill. Il l'emmène à sa résidence Vernon Mount. Là-bas, Hayes et sa sœur forcent Pike à une cérémonie de mariage à laquelle Pike résiste fortement. Son oncle, Richard, découvre que Pike est à Vernon Mount et la sauve. Il offre une récompense pour la capture de Hayes et de ses complices, en plus du gouvernement offrait 1 000 £. Malgré le fait qu'il vive dans les environs de Cork, Hayes reste en liberté. Il écrit à Pike pour lui proposer de se rendre pour jugement si la récompense est annulée. Il est finalement traduit en justice devant les assises du printemps de Cork le 13 avril 1801, poursuivi par John Philpot Curran. Hayes est condamné à la déportation à Botany Bay en Australie,,,.
Pike a été profondément affecté par l'enlèvement et semble avoir « développé une peur pathologique du sexe masculin ». Elle vit dans une retraite de quakers. D'autres sources indiquent qu'elle a été admise dans un établissement psychiatrique,. Elle meurt en 1832 avec une fortune de 55 000 £.